# Chad Gray
Chad Gray (16. října 1971, Decatur, Illinois, USA) je heavy metalový zpěvák. Proslavil se svoji spoluprací s kapelou Mudvayne.
Kromě Mudvayne zpívá ještě ve Superskupině Hellyeah, kterou založil s Vinnie Paulem z Pantery. Jak tvrdí sami členové, Hellyeah je něco mezi AC/DC a Metallicou.

## Diskografie

### S Mudvayne
- Kill, I Oughta [EP] (1997)
- L.D. 50 (2000)
- The Beginning of All Things to End (2001)
- The End of All Things to Come (2002)
- Lost and Found (2005)
- By the People, for the People (2007)
- The New Game (2008)
- Mudvayne (2009)

### S Hellyeah
- Hellyeah (2007)
- Stampede (2010)
- Band of Brothers (2012)
- Blood for Blood (2014)
- Unden!able (2016)
- Welcome Home (2019)